# Allékrimmerlav
Allékrimmerlav (Rinodina colobina) är en lavart som först beskrevs av Erik Acharius, och fick sitt nu gällande namn av Theodor 'Thore' Magnus Fries. Allékrimmerlav ingår i släktet Rinodina och familjen Physciaceae.  Arten är reproducerande i Sverige. Inga underarter finns listade i Catalogue of Life.
I den svenska databasen Dyntaxa används istället namnet Rinodina pityrea för samma taxon.  Arten är reproducerande i Sverige.